# Octobre 1869

## Événements
- Canada : début de la Rébellion de la rivière Rouge : révolte des métis anglais et français de la petite colonie de la Rivière-Rouge déclenché au Manitoba par Louis Riel, contre l’arrivée de nouveau colons anglophones venus de l’Ontario.
- L’Asante avance vers la région côtière, jusqu’à Axim. Plusieurs Européens sont capturés par les Ashanti et emmenés à Kumasi. Ils ne seront délivrés que cinq ans plus tard par l’expédition organisée par sir Garnet Wolseley qui brûlera la capitale ashanti.

- 4 - 5 octobre, Canada : Saxby Gale, une tempête tropicale, frappe l'est du pays.

- 9 octobre, Canada : Sir Francis Hincks devient premier ministre des finances.

- 15 octobre, France : le maréchal Bazaine reçoit le commandement de la garde impériale.

- 24 octobre : The Canadian Illustrated News est fondé à Montréal.

- 27 octobre, France : Émile Ollivier devient le chef du Tiers Parti (républicains ralliés).

## Naissances
- 2 octobre : Mahatma Gandhi à Porbandar (Gujarat, Inde), philosophe et homme politique indien impliqué dans l'indépendance de l'Inde († 30 janvier 1948).
- 21 octobre : Albert-Valentin Thomas, peintre français († 18 juin 1917).
- 24 octobre : Hugo von Abercron, officier allemand, aéronaute et auteur de non-fiction († 16 avril 1945).
- 30 octobre : Arthur Louis Day, géophysicien et volcanologue américain († 2 mars 1960).

## Décès
- 8 octobre : Franklin Pierce, ancien président des États-Unis (° 1804).
- 11 octobre : Ernst Weyden, historien et écrivain allemand (° 1805)..
- 13 octobre : Charles-Augustin Sainte-Beuve, écrivain français (° 1804).